# Eleccions al Parlament de les Illes Balears de 2003
Les Eleccions al Parlament de les Illes Balears de 2003 se celebraren dia 25 de maig, juntament amb les eleccions municipals.
S'afrontaven amb el Pacte de Progrés al Govern i el PP a l'oposició.
Els candidats a president del Govern varen ser:
- pel Partit Popular de Balears, Jaume Matas, que es tornava a presentar per segona vegada després de veure's desplaçat del Govern i de ser nomenat ministre de Medi Ambient espanyol per José María Aznar en el seu segon mandat.
- pel PSIB, Francesc Antich, que aspirava a mantenir al càrrec aconseguit el 1999.
- pel PSM-EN, Pere Sampol, vicepresident i conseller de Comerç.
- per Unió Mallorquina, Maria Antònia Munar, presidenta del Consell de Mallorca.
- per Esquerra Unida-Els Verds, Margalida Rosselló, d'Els Verds, la llavors consellera de Medi Ambient.
- per Esquerra Republicana, Catalina Gelabert.

A Menorca, Esquerra Unida i Els Verds concorrien per separat. A Eivissa, PSIB-PSOE, ENE, Esquerra Unida i Esquerra Republicana de Catalunya es presentaren sota les sigles del Pacte, amb Pilar Costa com a cap de cartell, mentre que Els Verds d'Eivissa es presentaren per separat amb Joan Buades, que ja s'havia desmarcat del govern eivissenc i balear. A Formentera només hi havia dues llistes, la de la COP i la de l'AIPF, la marca a l'illa del PP.

## Resultats
Els comicis varen donar els següents resultats:
| ← Eleccions al Parlament de les Illes Balears 25 de maig de 2003 → |         |       |        |      |
| Parlament de les Illes Balears                                     |         |       |        |      |
| Partit                                                             | Vots    | %     | Escons | Dif. |
| Partit Popular de Balears (PP)                                     | 190.562 | 44,70 | 29     | +1   |
| Partit Socialista de les Illes Balears (PSIB-PSOE)                 | 104.614 | 24,54 | 15     | +2   |
| Pacte Progressista d'Eivissa (PACTE)                               | 15.513  | 3,64  | 5      | -1   |
| Partit Socialista de Mallorca (PSM-EN)                             | 33.920  | 7,96  | 4      | -1   |
| Unió Mallorquina (UM)                                              | 31.781  | 7,45  | 3      | =    |
| Esquerra Unida-Els Verds (EU-EV)                                   | 20.797  | 4,88  | 2      | -1   |
| Agrupació Independent de Formentera (AIPF)                         | 1.647   | 0,39  | 1      | +1   |
| Agrupación Social Independiente (ASI)                              | 6.707   | 1,57  |        |      |
| Clau de Mallorca (CLAU)                                            | 3.030   | 0,71  |        |      |
| Els Verds de Menorca-Els Verds d'Eivissa (EV)                      | 2.411   | 0,57  |        |      |
| Esquerra Republicana de Catalunya (ERC)                            | 1.667   | 0,39  |        |      |
| Coordinadora d'Organitzacions Progressistes de Formentera (COP)    | 1.298   | 0,30  |        | -1   |
| Partido Renovador de las Illes Balears (PRIB)                      | 1.162   | 0,27  |        |      |
| Unió de Centristes de Menorca (UCM)                                | 1.129   | 0,26  |        |      |
| Treballadors per la Democràcia (TD)                                | 438     | 0,10  |        |      |

A part, es comptabilitzaren 7.093 vots en blanc.

## Resultats per circumspcricions

### Mallorca
| ← Eleccions al Parlament de les Illes Balears, Mallorca 25 de maig de 2003 → |         |       |        |      |
| Circumscripció de Mallorca (33 escons)                                       |         |       |        |      |
| Partit                                                                       | Vots    | %     | Escons | Dif. |
| Partit Popular de Balears (PP)                                               | 155.641 | 45,01 | 16     | =    |
| Partit Socialista de les Illes Balears (PSIB-PSOE)                           | 90.998  | 26,32 | 9      | +1   |
| Unió Mallorquina (UM)                                                        | 31.781  | 9,19  | 3      | =    |
| Partit Socialista de Mallorca (PSM-EN)                                       | 30.964  | 8,95  | 3      | -1   |
| Esquerra Unida-Els Verds (EU-EV)                                             | 19.050  | 5,51  | 2      | =    |
| Agrupación Social Independiente (ASI)                                        | 5.751   | 1,66  |        |      |
| Clau de Mallorca (CLAU)                                                      | 3.030   | 0,88  |        |      |
| Esquerra Republicana de Catalunya (ERC)                                      | 1.667   | 0,48  |        |      |
| Partido Renovador de las Illes Balears (PRIB)                                | 1.031   | 0,30  |        |      |
| Treballadors per la Democràcia (TD)                                          | 438     | 0,13  |        |      |

A part, es varen recomptar 5.440 vots en blanc, que suposaven l'1,57% del total dels sufragis vàlids. Els diputats electes per Mallorca foren:
- Jaume Matas Palou (Partit Popular)
- Rosa Estaràs Ferragut (Partit Popular)
- Margarita Isabel Cabrer González (Partit Popular)
- Jaume Font Barceló (Partit Popular)
- Joan Flaquer Riutort (Partit Popular)
- Joan Fageda Aubert (Partit Popular)
- Pere Rotger Llabrés (Partit Popular)
- José María Rodríguez Barberá (Partit Popular)
- Catalina Sureda Fons (Partit Popular)
- Maria Salom Coll (Partit Popular)
- Joan Huguet Rotger (Partit Popular)
- Gaspar Oliver Mut (Partit Popular)
- Carme Feliu Álvarez de Sotomayor (Partit Popular)
- Antoni Pastor Cabrer (Partit Popular)
- Francesc Fiol Amengual (Partit Popular)
- Aina Maria Castillo Ferrer (Partit Popular)
- Francesc Antich Oliver (PSIB-PSOE)
- Francesca Lluch Armengol Socias (PSIB-PSOE)
- Francesc Quetglas Rosanes (PSIB-PSOE)
- Joana Maria Segui Pons (PSIB-PSOE)
- Celestí Alomar Mateu (PSIB-PSOE)
- Aina Maria Salom Soler (PSIB-PSOE)
- Antoni Diéguez Seguí (PSIB-PSOE)
- Ana Maria Calvo Sastre (PSIB-PSOE)
- Valentí Valenciano López (PSIB-PSOE)
- Maria Antònia Munar Riutort (Unió Mallorquina)
- Miquel Nadal Buades (Unió Mallorquina)
- Dolça Mulet Dezcallar (Unió Mallorquina)
- Pere Sampol Mas (PSM-Entesa Nacionalista)
- Maria Antònia Vadell Ferrer (PSM-Entesa Nacionalista)
- Sebastià Serra Busquets (PSM-Entesa Nacionalista)
- Margalida Rosselló Pons (Els Verds)
- Miquel Rosselló del Rosal (EU)

### Menorca
| ← Eleccions al Parlament de les Illes Balears, Menorca 25 de maig de 2003 → |        |      |        |      |
| Circumscripció de Menorca (13 escons)                                       |        |      |        |      |
| Partit                                                                      | Vots   | %    | Escons | Dif. |
| Partit Popular (PP)                                                         | 14.253 | 39,1 | 6      | =    |
| Partit Socialista de les Illes Balears (PSIB-PSOE)                          | 13.616 | 37,3 | 6      | +1   |
| Partit Socialista de Menorca (PSM-EN)                                       | 2.956  | 8,1  | 1      | =    |
| Esquerra de Menorca-Esquerra Unida (EM-EU)                                  | 1.747  | 4,8  |        | -1   |
| Unió de Centristes de Menorca (UCM)                                         | 1.129  | 3,1  |        |      |
| Els Verds de Menorca (EV-ME)                                                | 1.081  | 3,0  |        |      |
| Partit Menorquí (PMQ)                                                       | 566    | 1,6  |        |      |
| Ciudadanos en Blanco (CB)                                                   | 416    | 1,1  |        |      |
| Unión del Pueblo Balear (UPB)                                               | 130    | 0,4  |        |      |

A part, es varen recomptar 574 vots en blanc, que suposaven l'1,6% del total dels sufragis vàlids. Els diputats elegits per Menorca foren:
- Josep Seguí Díaz (Partit Popular)
- Guillermo Camps Coll (Partit Popular)
- María Ana López Oleo (Partit Popular)
- José Simón Gornés Hachero (Partit Popular)
- Misericòrdia Sugrañes Barenys (Partit Popular)
- Asunción Vinent Barceló (Partit Popular)
- Joana Maria Barceló Martí (PSIB-PSOE)
- Damià Borràs Barber (PSIB-PSOE)
- María del Carmen García Querol (PSIB-PSOE)
- Andreu Bosch Mesquida (PSIB-PSOE)
- Àngela Caules Fuentes (PSIB-PSOE)
- Miquel Gascón Mir (PSIB-PSOE)
- Eduard Riudavets Florit (PSM-Entesa Nacionalista)

### Eivissa
| ← Eleccions al Parlament de les Illes Balears, Eivissa 25 de maig de 2003 → |        |      |        |      |
| Circumscripció d'Eivissa (12 escons)                                        |        |      |        |      |
| Partit                                                                      | Vots   | %    | Escons | Dif. |
| Partit Popular (PP)                                                         | 20.668 | 50,4 | 7      | +1   |
| Pacte Progressista d'Eivissa (PACTE)                                        | 15.513 | 37,8 | 5      | -1   |
| Els Verds d'Eivissa (EV-EIV)                                                | 1.330  | 3,2  |        |      |
| Agrupación Social Independiente (ASI)                                       | 956    | 2,3  |        |      |
| Unión Cívica (UC)                                                           | 751    | 1,8  |        |      |
| Grupo Verde Europeo (GVE)                                                   | 373    | 0,9  |        |      |
| Partido Renovador de Eivissa y Formentera (PREF)                            | 335    | 0,8  |        |      |
| Partido Renovador Illes Balears (PRIB)                                      | 131    | 0,3  |        |      |

A part, es varen recomptar 939 vots en blanc, que suposaven el 2,3% del total dels sufragis vàlids. Els diputats escollits foren:
- Pedro Palau Torres (Partit Popular)
- Enrique Fajarnés Ribas (Partit Popular)
- María Estrella Matutes Prats (Partit Popular)
- Diego Manuel Guasch Díaz (Partit Popular)
- José Juan Cardona (Partit Popular)
- Carolina Torres Cabañero (Partit Popular)
- Catalina Palau Costa (Partit Popular)
- Pilar Costa Serra (Pacte Progressista d'Eivissa)
- Vicent Tur Torres (Pacte Progressista d'Eivissa)
- Patricia Abascal Jiménez (Pacte Progressista d'Eivissa)
- Joan Boned Roig (Pacte Progressista d'Eivissa)
- Francisca Tur Riera Pacte Progressista d'Eivissa)

### Formentera
| ← Eleccions al Parlament de les Illes Balears, Formentera 25 de maig de 2003 → |       |      |        |      |
| Circumscripció de Formentera (1 escó)                                          |       |      |        |      |
| Partit                                                                         | Vots  | %    | Escons | Dif. |
| Agrupació Independent Popular de Formentera (AIPF)                             | 1.647 | 53,4 | 1      | +1   |
| Coordinadora d'Organitzacions Progressistes de Formentera (COP)                | 1.298 | 42,1 |        | -1   |

A part, es varen recomptar 140 vots en blanc, que suposaven el 4,5% del total dels sufragis vàlids. El diputat escollit fou José Miguel Fernando Mayans Serra.

## Després de les eleccions
Els 29 diputats del PP i el de Formentera, d'AIPF varen fer president un altre pic Jaume Matas amb majoria absoluta sense necessitat d'acords postelectorals.